# Пейн, Дэвид (художник)
Дэвид Пейн (англ. David Payne; 1843—1894) — шотландский художник-пейзажист.

## Биография
Пейн родился в Аннане в старом графстве Дамфрисшир. Он был сыном масона, обучался в Академии Аннан (вместе с художником Уильямом Эвартом Локхартом). До того, как стать художником, он зарабатывал себе на жизнь малярными работами. В 1869 году Пейн переехал в Дерби, в 1880-х было сделано несколько записей о его проживании в разных местах графства Дербишир.
Пейн стал художником, рисующим деревенские пейзажи и тромплей. Он выставлялся в Королевском сообществе художников Бирмингема (RBSA), Ноттингемском музее и художественной галерее, и был членом Королевской шотландской академии (RSA). Он считается одним из лучших художников Бирмингема XIX века. В 1891 году королева Виктория посетила Дерби для того, чтобы заложить камень больницы Лондон Роад (London Road Community Hospital) и посвятить в рыцари Альфреда Хаслама. Сцена на рыночной площади с сотнями людей, солдат, лошадей и флагов была зарисована Пейном; эта картина выставлена в Музее и художественной галерее Дерби.
Пейн был женат, у него было 14 детей. Он умер в Шеффилде в 1894 году.